# Ніко Краньчар
Ні́ко Кра́ньчар (хорв. Niko Kranjčar, * 13 серпня 1984, Загреб) — хорватський футболіст, півзахисник. Колишній гравець національної збірної Хорватії.

## Клубна кар'єра

### Ранні роки
Народився 13 серпня 1984 року в родині відомого югославського футболіста і тренера Златко Краньчара. Через це перші кроки у футболі Ніко робив у спортивній школі віденського «Рапіда», де до початку 90-х на позиції форварда виступав його батько.

### «Динамо» (Загреб)
Незабаром родина Краньчарів повернулась на батьківщину — в Хорватію, де Ніко продовжив навчатись футболу в одній з найкращих футбольних шкіл країни — загребського «Динамо». Як і його батько, Ніко схилявся до гри в атаці. Технічний, високий на зріст, з хорошим ударом, він найкраще діяв на позиції атакувального півзахисника чи другого форварда.

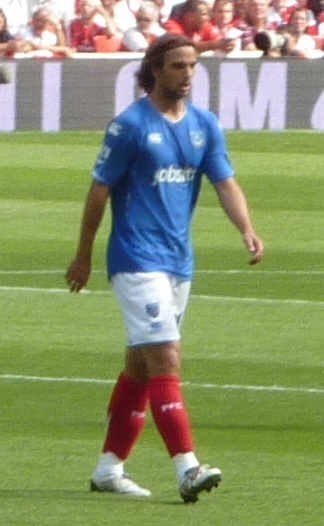
Ніко Краньчар під час виступів за «Портсмут». 22 серпня 2009 року

Своєю чудовою грою 16-річний Краньчар звернув на себе увагу тренерського штабу першої команди клубу і незабаром дебютував за основну команду. В першому ж сезоні за «Динамо» він провів 24 матчі і відзначився трьома забитими голами, ставши одним з найбільш юних футболістів, які забивали в національному чемпіонаті. Тоді багато спеціалістів та вболівальників почали порівнювати талановитого півзахисника із легендарним Зінедіном Зіданом.
В новому сезоні 18-річний гравець знову змусив говорити про себе, ставши наймолодшим капітаном в історії клубу. Ніко допоміг команді завоювати «золото» сезону 2002/03, а його самого було визнано найкращим гравцем ліги, що зайвий раз підтвердило його талант і перспективу.
Влітку 2003 року клуб мав стартувати в третьому кваліфікаційному раунді Ліги чемпіонів, де на нього чекало київське «Динамо». Перший поєдинок відбувся 12 серпня 2003 року в столиці України. Перемогу святкували господарі — 3:1. Єдиний м'яч хорватів у зустрічі забив саме Краньчар. На 41-й хвилині він головою замкнув подачу партнера з кутового. У матчі-відповіді, який відбувся 27 серпня в Загребі, підопічні Олексія Михайличенка закріпили успіх двотижневої давнини — 2:0. Ніко ж, як і в Києві, провів на поля всі 90 хвилин.

### «Хайдук»
У сезоні 2004/05 загребський клуб проводив свій найгірший сезон в історії чемпіонатів Хорватії і після непорозумінь з керівництвом «Динамо», на початку 2005 року півзахисник перейшов до складу головного ворога — «Хайдука», з яким в тому ж сезоні виграв чемпіонат Хорватії.
31 серпня 2006 року, лише за кілька годин до закриття трансферного вікна, Ніко за 5,2 млн євро перейшов до англійського «Портсмута». Сторони швидко домовились, а подвійне громадянство Ніко, який мав хорватський і австрійський паспорт, лише спрощувало його переїзд на захід.

### «Портсмут»

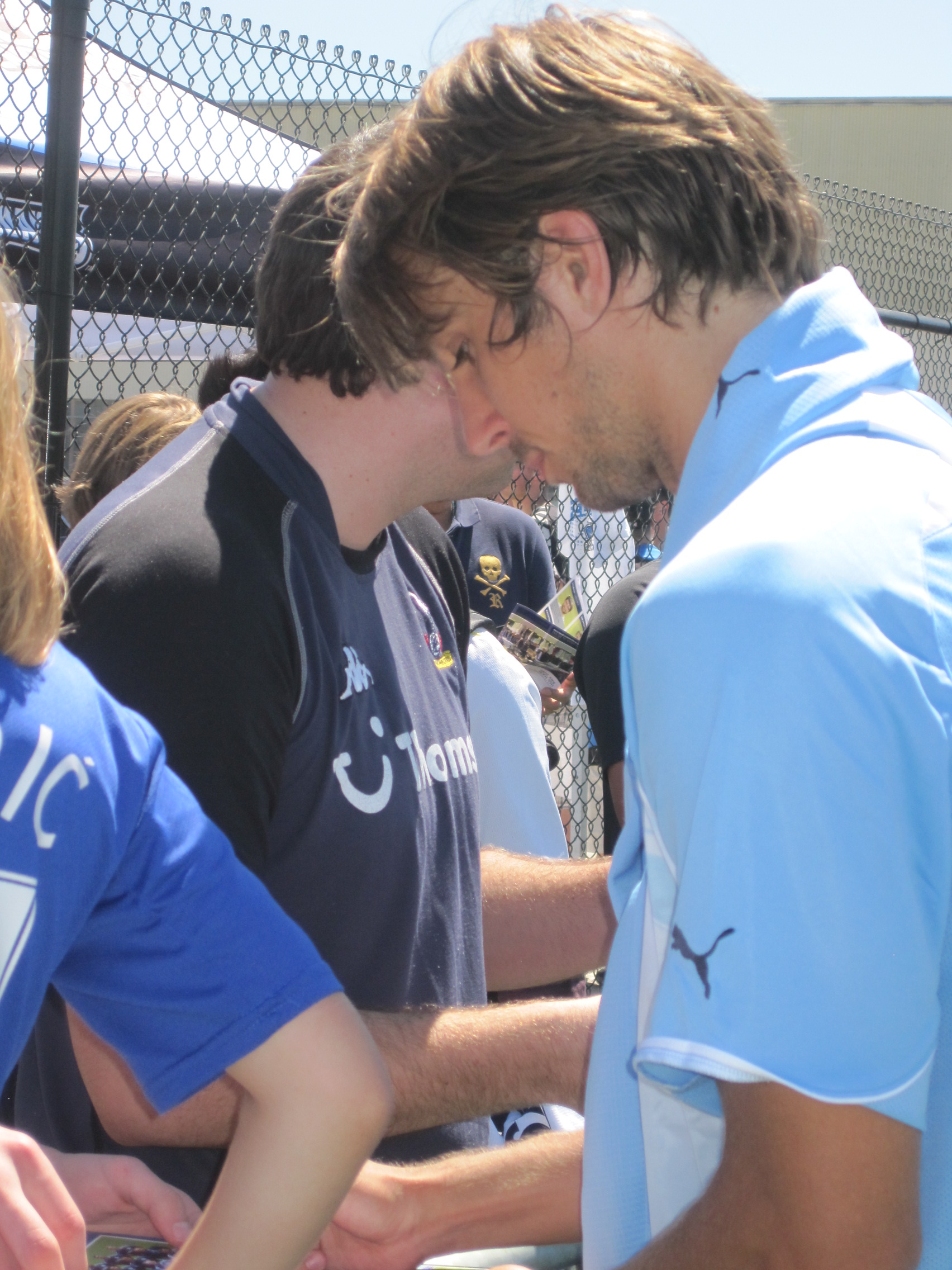
Ніко Краньчар роздає автографи вболівальникам. Сан-Хосе (Каліфорнія). 15 липня 2010 року.

У першому сезоні на «туманному альбіоні» Краньчар зіграв у 24 матчах Прем'єр-ліги і забив два голи. Наступного сезону гравець зумів завоювати місце в основній команді, а вболівальники кілька разів визнавали його найкращим гравцем місяця. Вершиною його виступів за «Помпі» став тріумф у Кубку Англії, завдяки якому Кранчар став першим представником своєї країни, який підняв над головою англійський трофей.

### «Тотенхем»
В жовтні 2008 року «Портсмут» залишив головний тренер Гаррі Реднапп, ставши тренером лондонського «Тотенхем», а вже менш ніж через рік, знову за мить до закриття трансферного вікна, туди ж за 2,5 млн фунтів перейшов і Ніко. Перший сезон у складі «Шпор», вийшов для Кранчара дуже вдалим. Він багато грав і зробив вагомий внесок в загальнокомандне четверте місце і путівку в Лігу чемпіонів. Але надалі, протягом двох наступних сезонів у Лондоні він з'являвся на полі не дуже часто. Всього відіграв за лондонський клуб протягом трьох сезонів 49 матчів в національному чемпіонаті.

### «Динамо» (Київ)
6 червня 2012 року Ніко приєднався до складу київського «Динамо». 14 липня він уперше вийшов на поле в динамівській футболці у грі проти донецького «Металурга» (1:0), граючи на позиції атакуючого півзахисника.
Проте, багато часу Ніко змушений був проводити без футболу, заліковуючи травми — провівши непоганий початок сезону, в якому відзначався дублями у воротах «Волині» і «Карпат» (3:1), в листопаді далася взнаки стара проблема із запаленням щиколоток, яка залишила Краньчара поза грою аж до кінця року. Пройшовши зимові збори на початку 2013 року, Кранчар знову став гравцем основи, але вже 22 березня в матчі за збірну Хорватії знову отримав травму і вибув аж до травня, не зігравши більше жодного матчу в тому сезоні чемпіонату України. Влітку 2013 року, пройшов передсезонні збори з основним складом «Динамо», в тому числі взяв участь у переможному для киян Об'єднаному турнірі, але 16 липня на тренуванні під час удару по м'ячу отримав травму, через яку вилетів майже до кінця серпня.
14 січня 2016 року було офіційно повідомлено, що «Динамо» та Ніко прийшли до обопільної згоди про дострокове припинення дії контракту.

### «Квінз Парк Рейнджерс»
Не показавши через травми своєї кращої гри за «біло-синіх», 2 вересня 2013 року, в останній день трансферного вікна, був відданий в оренду до кінця сезону в «Квінз Парк Рейнджерс», куди його запросив Гаррі Реднапп, який знав можливості хорвата.

### «Нью-Йорк Космос»
18 березня 2016 року став гравцем американського клубу «Нью-Йорк Космос».

## Виступи за збірну
Скоро відбувся і дебют Кранчара в національній команді. І якщо спершу одягти футболку збірної завадила травма, то в серпні 2004-го він все ж вийшов на поле у складі «картатих» в зустрічі з Ізраїлем. До речі, поєдинок також був дебютним для його батька Златко Кранчара на посаді наставника Хорватії.
18 серпня 2004 року дебютував в офіційних матчах у складі національної збірної Хорватії в зустрічі зі збірною Ізраїля. Цей поєдинок також був дебютним для його батька Златко Краньчара на посаді наставника Хорватії.
В підсумку Краньчари допомогли «картатим» вийти до фінальної частини чемпіонату світу 2006 року у Німеччині, де збірна несподівано провалилась, не здобувши жодної перемоги в групі. Після цього Златко змушений був покинути посаду, але це завадило Ніко продовжувати регулярно виступати за збірну, пробиваючись з нею на два наступні чемпіонати Європи (2008 року в Австрії та Швейцарії та 2012 року в Польщі та Україні). Причому у відбірковому турнірі до Євро-2012 Ніко став найкращим бомбардиром своєї збірної, забивши чотири м'ячі.
Наразі провів у формі головної команди країни 79 матчів, забивши 15 голів.

## Особисте життя

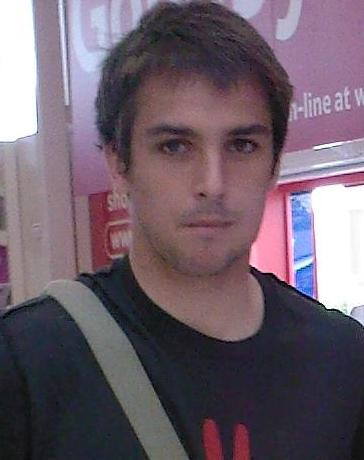
Ніко Краньчар у 2008 році

Батько — Златко Краньчар, відомий хорватський футбольний тренер, в минулому — футболіст, який увійшов в історію хорватського футболу, як перший капітан національної збірної в її першому матчі проти США в 1990-му році. Мати — Ельвіра, сестра Лана. Одружений з Симоною Фистрич, яка народила 7 березня 2011 року дочку Лорі.

## Цікаві факти
- Ніко грав під керівництвом Гаррі Реднаппа у трьох клубах — «Портсмут», «Тоттенгем Готспур» та «Квінз Парк Рейнджерс».
- Має власний маєток, розташований у Кафлі[en], графство Хартфордшир (Англія)[13].

## Титули та досягнення
- Чемпіон Хорватії (2):

«Динамо» (Загреб): 2002-03
«Хайдук» (Спліт): 2004-05
- Володар Кубка Хорватії (3):

«Динамо» (Загреб): 2000-01, 2001-02, 2003-04
- Володар Суперкубка Хорватії (3):

«Динамо» (Загреб): 2002, 2003
«Хайдук» (Спліт): 2005
- Володар Кубка Англії (1):

«Портсмут»: 2007-08